# Божевільний професор 2: Сім'я Клампів
«Божевільний професор 2: Сім'я Клампів» (англ. Nutty Professor II: The Klumps) — фільм режисера Пітера Сігала, продовження фільму Божевільний професор.

## Сюжет
Професор Шерман Кламп закохується у свою колегу Деніз Гейнс. Вона ж цінує його доброту, розум та порядність і не помічає повноти. Бадді Лав, що існує окремо від тіла професора, продовжує будувати підступи, сварячи професора з його коханою. Як тільки Шерман винаходить еліксир молодості, на який отримує пропозицію про контракт на 150 мільйонів доларів, Бадді прямує на волю, щоб відвоювати цей контракт собі.

## У ролях
- Едді Мерфі — Шерман Кламп, Бадді Лав, Клетус Кламп, молодший Клетус Кламп, Ерні Кламп, Анна Перл Дженсен Кламп, Ленс Перкінс, Іда Ме Дженсен, гігантський хом'як
- Джанет Джексон — Деніз Гейнс
- Мелінда Макгроу — Лінн Гілфорд
- Джон Алес — Джейсон
- Річард Гент — Гейнс
- Ганна Марія Хорсфорд — Гейнс
- Ларрі Міллер — Дін Річмонд

## Цікаві факти
- Едді Мерфі у цьому фільмі зіграв відразу 8 ролей.
- Джанет Джексон 27 травня 2000 випустила саундтрек «Doesn't Really Matter» до фільму.

## Нагороди та номінації

### «Сатурн» 2001 рік
- Номінації (1)
  - «Найкращий грим»

### Премія каналу «MTV»
- Номінації (1)
  - «Найкраща комедійна роль» (Едді Мерфі)